# モニミア科
モニミア科（モニミアか、学名: Monimiaceae）は、クスノキ目に分類される被子植物の科の1つである。常緑高木から低木、ときにつる性木本であり、葉は対生し、革質で托葉を欠き、葉脈は葉縁で湾曲して合流する。維管束に放射組織が発達していることが多い。しばしば節が膨らみ、その下部がやや扁平になることが多い。ふつう雌雄異花（図1）。果実はふつう発達した花托に包まれて集合果を形成する。南半球の熱帯から亜熱帯にかけて22–27属200–440種が知られ、とくにマダガスカル、オーストラリア、メラネシアに多い。多様性に富むグループであり、古くはアンボレラ科（アンボレラ目）やトリメニア科（アウストロバイレヤ目）、近年ではシパルナ科やアテロスペルマ科（いずれもクスノキ目）がモニミア科から分離された。

## 特徴
常緑性の高木から低木、または特別な登攀構造をもたない木本性のつる植物（藤本）である（図2a）。しばしば枝の節が膨れてその基部側がやや扁平になっている。精油を含み、ふつう芳香がある。多くはアルカロイドやフラボノールを含む。アルミニウム蓄積能をもつ。一次維管束は管状。二次成長を行い、材は散孔材、隔壁繊維をもち、放射組織は幅広い。道管は階段穿孔、網状穿孔、まれに単穿孔をもつ。篩管の色素体はP-typeまたはS-type。節は1葉隙1–多葉跡性。葉は対生（ときに異形の葉が対生）まれに輪生し、単葉、葉柄をもち、托葉を欠く（図2b）。葉身は革質、しばしば腺点をもち、ふつう多量の針晶を含み、毛状突起はふつう単細胞性ときに盾状、気孔はふつう平行型、ふつう向軸側に下皮（表皮下の厚壁細胞層）があり、葉脈は羽状、葉縁で湾曲して結合しており、葉縁は全縁または疎な鋸歯がある（図2b）。
花は単生または集散花序や総状花序を形成し、腋生または頂生する。ときに苞をもつ。雌雄同株、雌雄異株または混性、花は単性まれに両性、放射相称まれに左右相称、花托が発達して杯状から亜球形、雄蕊や雌蕊を包んでいる（図1, 3）。花被片は3枚から多数、萼片と花弁は分化または未分化、ときに退化、輪生、ときに合生してカリプトラを形成する。雄蕊（雄しべ）は数個から多数（最大1800個）、花托内に輪生または不規則に散在し、花托が裂開して雄しべが現れるものもある（図1, 3a, b）。ときに葯隔が発達し、花糸は短く、ふつう付属体を欠くが、まれに基部に1対の蜜線をもつ。葯は外向または内向、ふつう4室、ふつう縦裂開ときに横裂開する。タペート組織は分泌型、小胞子形成は同時型。花粉粒はふつう無口粒、ときに単溝粒。しばしば雄蕊の内側に仮雄蕊（仮雄しべ）があり、また雌花はときに仮雄蕊をもつ。心皮は1個から多数（最大2000個）、離生心皮、子房上位または花托に埋没している（図3c）。柱頭は乾性型、花柱・柱頭は離生またはときに粘液栓（ハイパースティグマ hyperstigma）で覆われており、花粉管はこの粘液栓を通って伸長する。1心皮に胚珠は1個、頂生胎座、倒生胚珠、2珠皮、厚層珠心、胚嚢発生はネギ型、内胚乳形成は造壁型。
果実はふつう1種子を含む核果または痩果、1つの花に由来する複数の果実が花托に包まれて集合果を形成し、これが裂開して個々の果実が露出する（図4）。それぞれの果実は、ときに仮種皮状の構造で部分的に覆われる。種子は油性の多量の内胚乳を含み、胚は直線状。地上子葉性。基本染色体数は x = 20。

## 分布・生態

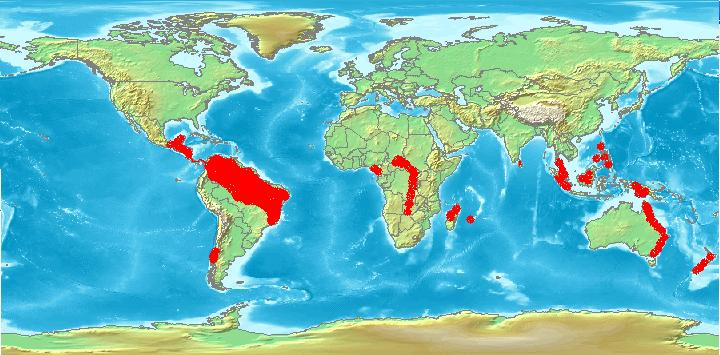
5. モニミア科の分布域（赤）

おもに南半球の熱帯域から亜熱帯域の多雨林に生育しており（図5）、特にマダガスカル、ニューギニア島、中南米に多く、少数がマレーシア、オーストラリア東部、ニュージーランドで見られる。またアフリカ大陸には、1種のみ（Xymalos monospora）が分布している。
さまざまな小型昆虫によって花粉媒介される。花はイチジクの花序のように雄しべまたは雌しべを包み込んでいることもあり（ただしイチジクとは異なり、これ自体が1個の花である）、アザミウマが若い花に産卵し、花粉をつけた個体が成熟した花から羽化する例が報告されている。

## 人間との関わり

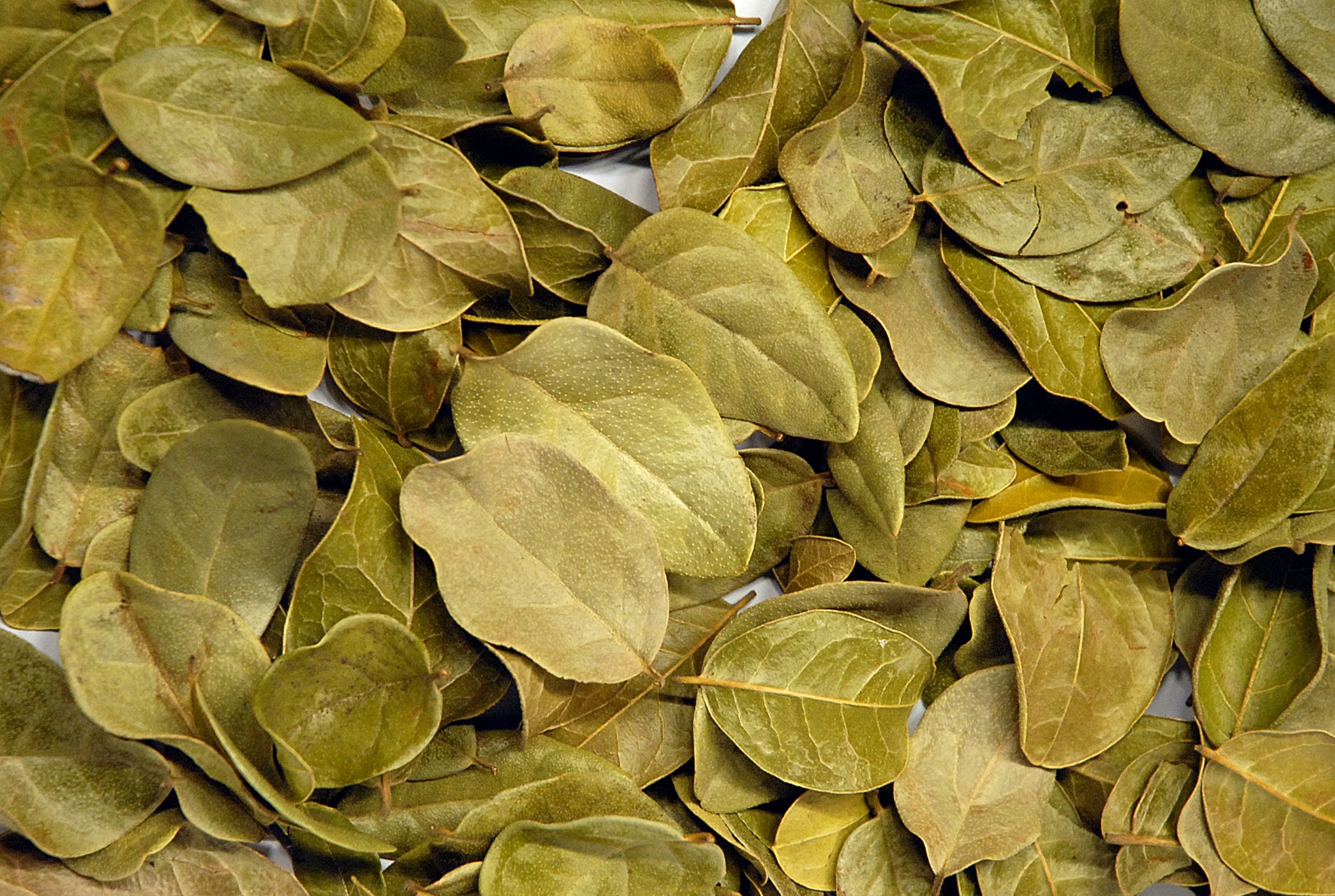
6. ボルドの葉

人間に直接利用される例は少ないが、いくつかの種は材として利用されることがある。樹皮や葉から抽出される精油が香水などに利用されることがある。チリ産のボルド（ボルドー、ボルドーモニミア、Peumus boldus）の葉（図6）は、利尿、胆嚢・肝臓の不調の治療に⽤いられ、また果実は食用とされることがある。

## 系統と分類

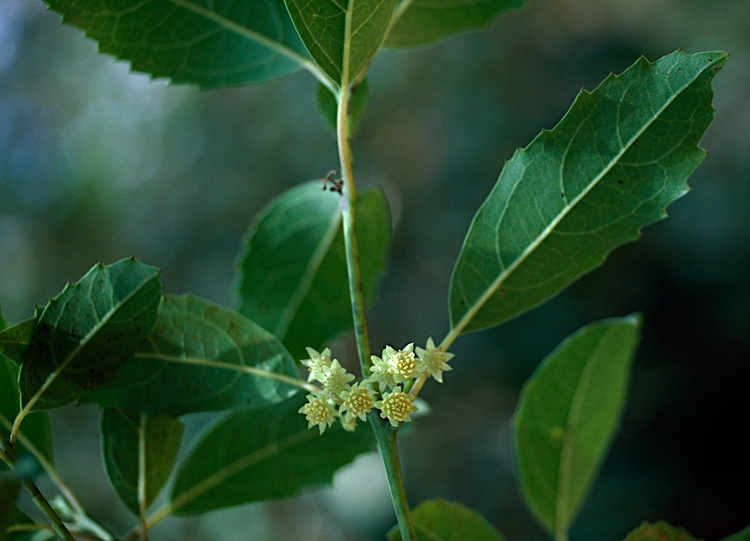
8c. の雌花

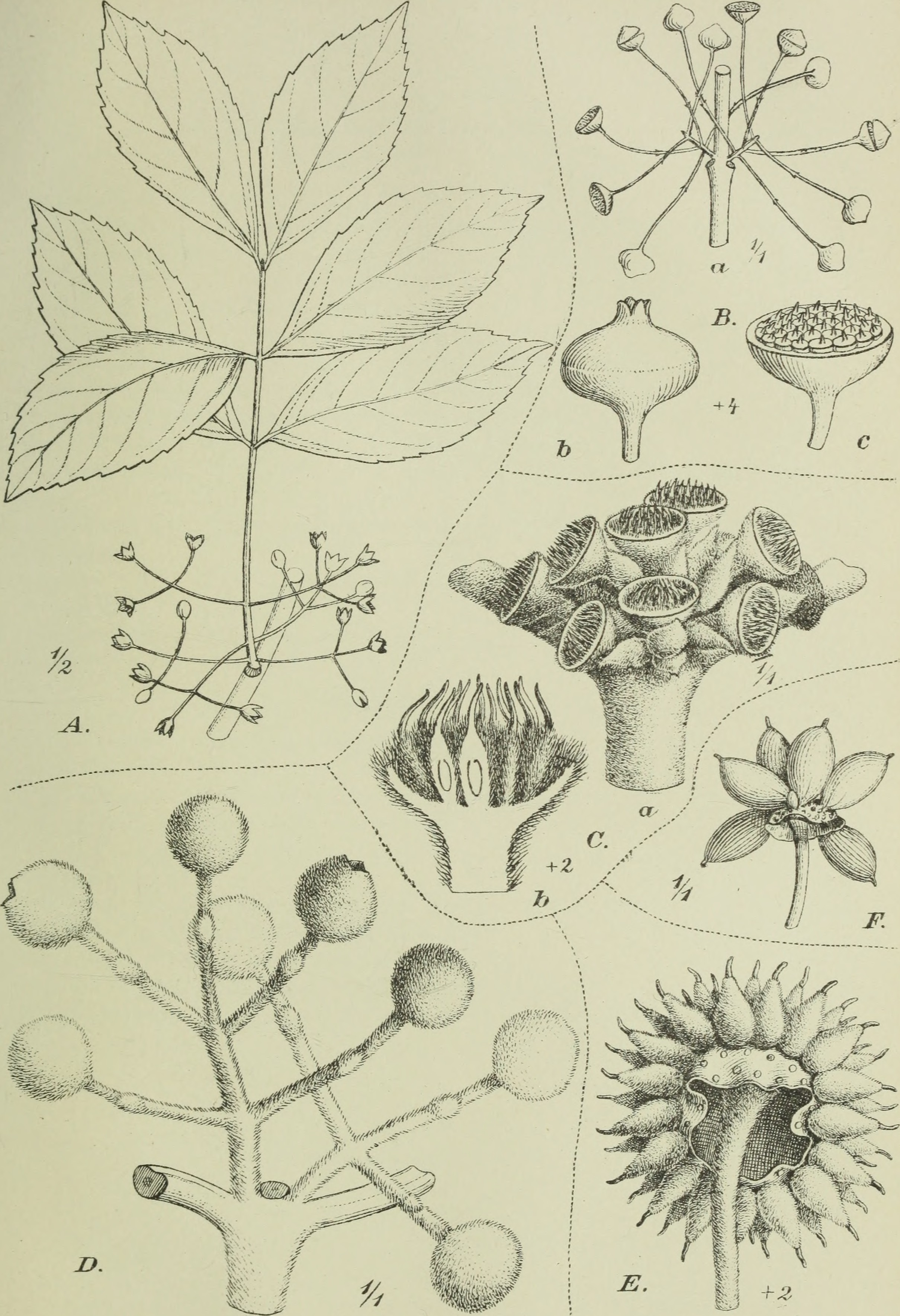
8d. の花、果実

古典的な分類体系である新エングラー体系では、モニミア科はモクレン目に分類されていた。その後のクロンキスト体系では、クスノキ科などとともにクスノキ目に分類することが提唱された。古くは、モニミア科は非常に多様な植物を含んでいたが、研究の進展とともにいくつかのグループがモニミア科から分離されてきた。20世紀後半にはアンボレラ属（Amborella）がモニミア科から分離され、その後の分子系統学的研究によって現生被子植物の中で最初に他と別れた植物であることが示され、21世紀にはアンボレラ目アンボレラ科として扱われている。また、トリメニア属（Trimenia）もモニミア科に分類されていたが、やがて分離されて独立のトリメニア科とされ、分子系統学的研究からマツブサ科、アウストロバイレヤ科とともにアウストロバイレヤ目（シキミ目）に分類されるようになった。またシパルナ科やアテロスペルマ科も、同じクスノキ目に属するものの系統的にやや異なることが示され、モニミア科から分離された。これらを分離した後のモニミア科はクスノキ科などに近縁な単系統群であると考えられており、APG分類体系でもクスノキ目に分類されている。クスノキ目の中では、クスノキ科およびハスノハギリ科に近縁であることが示されているが、この3科の関係は必ずしも明らかではない。
モニミア科と考えられる化石記録は比較的古くから知られており、南アフリカや南極の後期白亜紀セノマニアン–カンパニアンから報告されている。新生代古第三紀の化石は、リビアやオマーンなどから報告されている。
2024年現在、モニミア科には22–27属200–440種ほどが知られている。3亜科に分類されており、モニミア亜科（Peumus, Palmeria, Monimia の3属を含む）が最初に分岐し、次に ホルトニア亜科（Hortonia のみを含む）が分岐、残りが単系統群（モリネディア亜科）を形成すると考えられている（図7, 表1）。
表1. モニミア科の属までの分類体系の一例
- モニミア科 Monimiaceae Juss. (1809)
シノニム: Hortoniaceae A.C. Sm. (1971)[16]
  - モニミア亜科[17] Monimioideae Rafinesque (1815)[18]8a. ボルド（Peumus boldus）の雌花

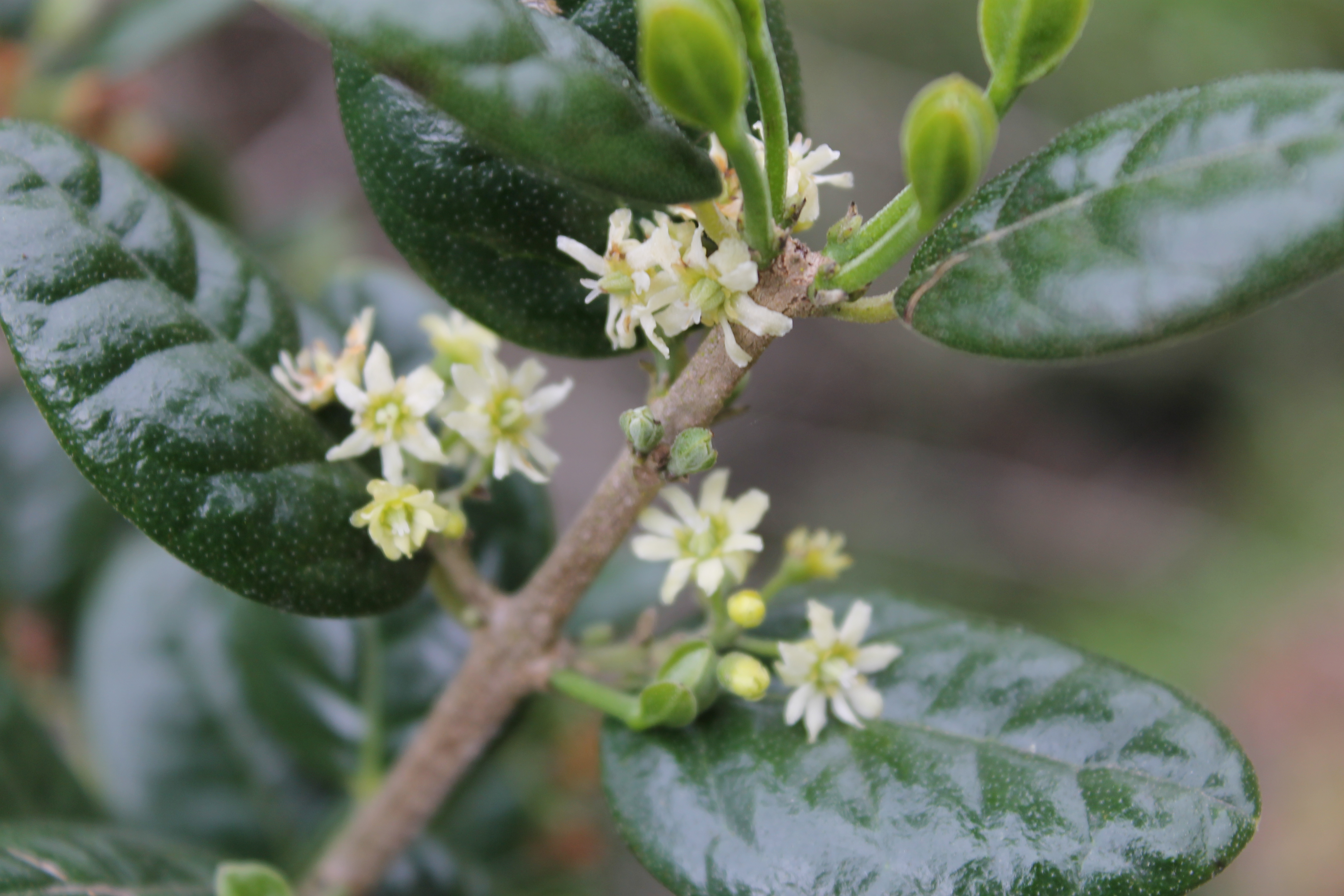
8a. ボルドの雌花

高木、低木または藤本。毛状突起はしばしば星状。雌雄異株。内側の花被片は花弁状。仮雄しべをもつ。果実を包む花托は不規則に、または横に裂開する。内果皮は厚い。染色体数は n = 39, ca 46。
    - Monimia Thouars (1804)[19]
3種が知られ、レユニオン、モーリシャスに分布。
    - Palmeria F.Muell. (1864)[20]
17種が知られ、スラウェシ島、ニューギニア島、ビスマルク諸島、オーストラリア東部に分布。
    - Peumus Molina (1782)[21]（図8a）
1種（ボルド Peumus boldus）のみ知られ、チリ南部に分布。ボルドの葉は生薬とされ、果実は食用とされることがある（上記参照）。

  - ホルトニア亜科[17] Hortonioideae Thorne & Reveal (2007)[22]8b. Hortonia angustifolia の植物画

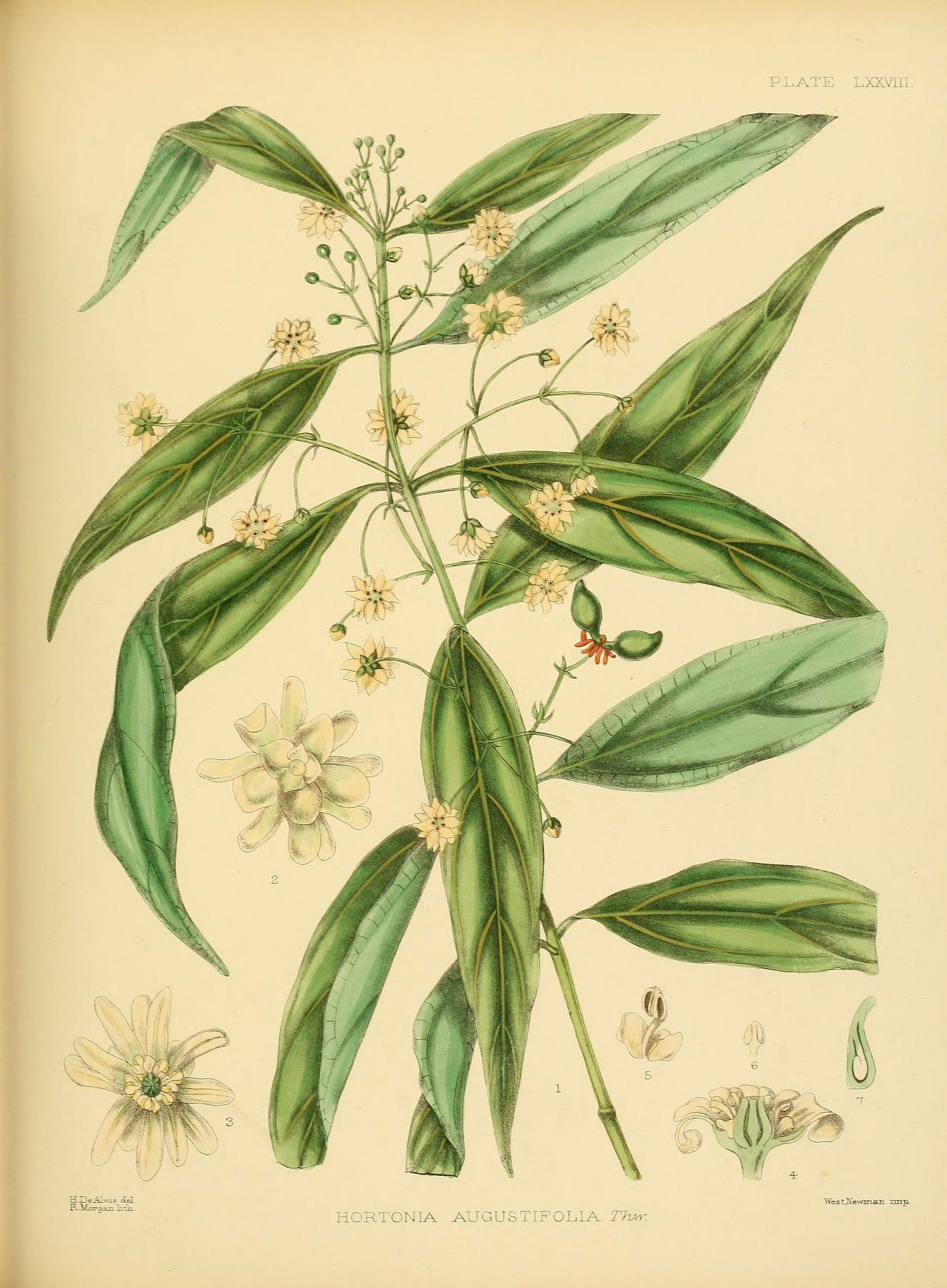
8b. の植物画

低木。毛状突起は星状。二次篩部は拡張放射組織をもつ。隔壁繊維をもつ。花被片は螺生しており、内側のものは花弁状。仮雄しべをもつ。内果皮は薄い。染色体数は n = 19。
    - Hortonia Wight & Arn. (1838)[23]（図8b）
3種が知られ、セイロン島に分布。

  - モリネディア亜科[17] Mollinedioideae Thorne (1974)[24]
高木、低木または藤本。二次篩部は拡張放射組織をもつ。隔壁繊維をもつ。雌雄同株。萼片と花弁の分化はなく、ときに退化。雄しべの蜜腺はない。内果皮は薄い。果実を包む花托は不規則に裂開する。染色体数は n = 19, 22, 36, 39, 40–43。
    - Austromatthaea L.B.Sm. (1969)[25]
1種のみが知られ、オーストラリア北東部に分布。
    - Decarydendron Danguy (1928)[26]
4種が知られ、マダガスカルに分布。
    - Ephippiandra Decne. (1858)[27]
7種が知られ、マダガスカルに分布。
    - Grazielanthus Peixoto & Per.-Moura (2008)[28]
1種のみが知られ、ブラジル南東部に分布。
    - Hedycarya J.R.Forst. & G.Forst. (1776)[29]（図8c）8c. Hedycarya angustifolia の雌花
16種が知られ、ニューカレドニア、オーストラリア東部、タスマニア島、ニュージーランド、フィジー、バヌアツ、サモア、トンガに分布。
    - Hemmantia Whiffin (2007)[30]
1種のみが知られ、オーストラリア北東部に分布。
    - Hennecartia J.Poiss. (1885)[31]
1種のみが知られ、ブラジル南部からパラグアイ、アルゼンチン北部に分布。
    - Kairoa Philipson (1980)[32]
4種が知られ、ニューギニア島に分布。
    - Kibara Endl. (1837)[33]
47種が知られ、ミャンマー、タイ、ベトナム、フィリピン、マレーシア、ニコバル諸島、スマトラ島、ジャワ島、ボルネオ島、スラウェシ島、マルク諸島、ニューギニア島に分布。
    - Kibaropsis Vieill. ex Jérémie (1977)[34]
1種のみが知られ、ニューカレドニアに分布。
    - Laureliopsis Schodde (1983)[35]
1種のみが知られ、南米南部に分布。
    - Lauterbachia Perkins (1900)[36]
1種のみが知られ、ニューギニア島に分布。
    - Levieria Becc. (1877)[37]
7種が知られ、スラウェシ島、マルク諸島、ニューギニア島、オーストラリア北東部に分布。
    - Macropeplus Perkins (1898)[38]
4種が知られ、ブラジル南部に分布。
    - Macrotorus Perkins (1898)[39]
2種が知られ、ブラジル南部に分布。
    - Matthaea Blume (1856)[40]
6種が知られ、マレーシア、スマトラ島、ボルネオ等、スラウェシ島、フィリピン、マルク諸島に分布。
    - Mollinedia Ruiz & Pav. (1794)[41]（図8d）8d. Mollinedia の花、果実
59種が知られ、メキシコ南部から中米、南米北部に分布。
    - Parakibara Philipson (1985)[42]
1種のみが知られ、マルク諸島に分布。
    - Pendressia Whiffin (2018)[43]
1種のみが知られ、オーストラリア北東部に分布。
    - Steganthera Perkins (1898)[44]
28種が知られ、スラウェシ島、マルク諸島、ニューギニア、ビスマルク諸島、オーストラリア北東部に分布。
    - Tambourissa Sonn. (1782)[45]
47種が知られ、コモロ諸島、マダガスカル、レユニオン、モーリシャスに分布。
    - Wilkiea F.Muell. (1858)[46]
12種が知られ、ニューギニア、オーストラリア東部に分布。
    - Xymalos Baill. (1886)[47]
1種のみが知られ、アフリカ中部から南東部に分布。